# 王郁
王 郁（おう いく、ワン・ウク、? - 997年）は、高麗の王族。初代国王太祖の子で、第8代国王顕宗の父。母は神成王太后金氏。神成王太后は新羅敬順王の従姉妹で、935年11月に新羅が高麗に降伏の意思を表して嫁がせた女性であった。したがって王郁は、936年から太祖が死亡する943年の間に生まれたと推定される。恵宗、定宗、光宗、王旭（成宗の父）の異母弟である。顕宗は即位後、安宗（あんそう）の廟号と憲景孝懿大王の諡号を追贈した。
景宗の妃である献貞王后皇甫氏（顕宗の母）は、景宗が死ぬとすぐに王輪寺南側にある私邸に出て行って暮らしたが、その近くに住んでいた王郁としばしば往来して共に過ごす時間が多くなり、結局情を通じて献貞王后は王郁の子（顕宗）をもうけることになった。
当時、このことは周囲の人々が皆内密にしていたが、ある日王郁の奴婢が王郁の家にわざわざ火を付けたことに対して、慰問のために王郁の家にきた成宗にこのことが報告された。これによって王郁は流刑に処され、997年に死亡した。
献貞王后との間に生まれた子（後の顕宗）は成宗が養育した（成宗は献貞王后の同母兄であり、顕宗の従兄にあたる）。

## 関連作品
- 千秋太后（2009年、韓国KBS2）
- 麗〈レイ〉〜花萌ゆる8人の皇子たち〜（2016年、演:ナム・ジュヒョク 韓国SBS）